# Kiyohide Shima
Viceamiralul Kiyohide Shima(志摩 清英)Shima Kiyohide (25 februarie 1890 – 7 noiembrie 1973) a fost un viceamiral japonez în cel de-al doilea Război Mondial.
A devenit contraamiral în 1939 și viceamiral în 1943, în 15 februarie 1944 devenind șeful Flotei a 5-a a Marinei Imperiale Japoneze.

## Date generale
În timpul Bătăliei din Golful Leyte, 23–26 octombrie 1944, Shima a condus "Cea de a Doua Forță"  formată din trei crucișătoare și șapte distrugătoare în Bătălia din strâmtoarea Surigao. Flotele Viceamiralului Shōji Nishimura și al lui Shima se numeau împreună "Forța de Sud". Deoarece forțelor japoneze li s-a impus liniște radio, Shima a fost incapabil să sincronizeze mișcarea navelor sale cu flota lui Nishimura′s. Forța lui Shima - două crucișătoare grele, un crucișător ușor și patru distrugătoare au ajuns pe locul bătăliei după ce forțele lui Nishimura au intrat în capcana mortală și au suferit pierderi grele. În timpul bătăliei de noapte Shima a lansat 16 torpile spre două insule crezând eronat că sunt nave americane. Apoi văzând două epave pe care a crezut că sunt cuirasatele lui Nishimura (erau de fapt două jumătăți a epavei lui Fusō), a ordonat retragerea.În timpul retragerii nava sa crucișătorul greu Nachi s-a ciocnit de crucișătorul lui Nishimura Mogami, inundându-se sala cârmei. Mogami datorită problemelor a rămas în spate fiind scufundat a doua zi de avioane.
Shima și-a apărat acțiunile în Bătălia din strâmtoarea Surigao, dar a fost numit de istoricul James A. Field Jr „bufonul din tragedie”.

### Cărți în limba engleză
- D'Albas, Andrieu (1965). Death of a Navy: Japanese Naval Action in World War II. Devin-Adair Pub. ISBN 0-8159-5302-X.
- Dull, Paul S. (1978). A Battle History of the Imperial Japanese Navy, 1941-1945. Naval Institute Press. ISBN 0-87021-097-1.
- Field, James A. (1947). The Japanese at Leyte Gulf;: The Sho operation. Princeton University Press. ASIN B0006AR6LA.
- Lacroix, Eric (1997). Japanese Cruisers of the Pacific War. Naval Institute Press. ISBN 0-87021-311-3.
- Morison, Samuel Eliot (2002 (reissue)). Leyte, June 1944-January 1945, vol. 12 of History of United States Naval Operations in World War II. Champaign, Illinois, USA: University of Illinois Press. ISBN 0-252-07063-1. Verificați datele pentru: |date= (ajutor)
- Sheftall, M.G. (2005). Blossoms in the Wind: Human Legacies of the Kamikaze. NAL Caliber. ISBN 0451214870.